# 2-氨基-3-羧基粘康酸半醛
2-氨基-3-羧基粘康酸半醛是一种α-氨基不饱和二羧酸，分子式C7H7NO5，是色氨酸的代谢中间产物。